# Battlehawks de Saint-Louis
Stade
Maillots
Saison en cours
Les Battlhawks de Saint-Louis (en anglais : St. Louis Battlehawks) sont une équipe professionnelle américaine de football américain basée à Saint-Louis au Missouri.
Fondée le 5 décembre 2018, elle joue initialement dans la division East de la ligue XFL lors de la saison 2020 et dans la division North pour la saison suivante.
En 2024, elle intègre la conférence XFL de la United Football League (UFL), nouvelle ligue mineure de printemps en football américain.
Les propriétaires des équipes de cette ligue sont la Fox Corporation (50%), Dany Garcia, Dwayne Johnson et la RedBird Capital Partners (50%) et elles sont gérées par la société Alpha Acquico de Dwayne Johnson et la Fox Corporation.
L'équipe joue ses matchs à domicile au The Dome at America's Center de Saint-Louis.

## Histoire
Le 5 décembre 2018, Saint-Louis est annoncée comme l'une des huit villes qui rejoindraient la ligue mineur XFL nouvellement réformée, en compagnie des villes de Seattle, Houston, Los Angeles, New York, Tampa Bay et Washington DC.
Le 18 avril 2019, l'équipe engage Jonathan Hayes, ancien entraîneur des tight ends des Bengals de Cincinnati, au poste d'entraîneur principal. Hayes est un ancien élève de l'Université de l'Iowa. Le nom de l'équipe et son logo sont dévoilés le 21 août 2019 et les uniformes le 3 décembre 2019. Le 15 octobre 2019, les BattleHawks annoncent qu'ils ont engagé le premier joueur de l'histoire de l'équipe soit l'ancien quarterback des Rebels d'Ole Miss, Jordan Ta'amu (en). St. Louis remporte le premier match de son histoire le 8 février 2020 en battant 15 à 9 les Renegades de Dallas. La XFL annonce néanmoins l'annulation de la saison XFL 2020 à la suite de la pandémie de COVID-19. L'équipe termine sa première saison avec un bilan de 3 victoires pour 2 défaites. Le 10 avril 2020, la XFL suspend ses opérations.
Le 3 août 2020, il est rapporté qu'un consortium dirigé par Dwayne « The Rock » Johnson, Dany Garcia et Gerry Cardinale (par l'intermédiaire du fonds RedBird Capital Partners de Cardinale) a acheté la XFL pour 15 millions de dollars quelques heures seulement avant que la vente aux enchères ne commence,. L'achat reçoit l'approbation du tribunal le 7 août 2020.
Le 24 juillet 2022 le retour de l'équipe de St. Louis est confirmé avec Anthony Becht au poste d'entraîneur principal lequel avait été engagé par la XFL le 13 avril 2022. Le 31 octobre 2022, la XFL officialise le nom des Battlehawks ainsi que leur ancien logo légèrement retouché. Ils terminent deuxième de leur division en 2023 à égalité avec les Sea Dragons de Seattle (en) avec un bilan de 7 victoires pour 3 défaites. Seattle est désigné pour jouer la série éliminatoire à le suite des divers critères de départage.
En septembre 2023, le site journalistique Axios relate que la XFL est en négociations avancées avec l'USFL pour fusionner les deux ligues avant le début de leurs saisons 2024 respectives, ce qui est confirmé par ces deux ligues le 28 septembre 2023, tout en précisant que les détails autour de la fusion seront dévoilés plus tard. En octobre 2023, la XFL enregistre officiellement la marque déposée « United Football League » et le 30 novembre 2023, Dany Garcia (actionnaire majoritaire de la XFL) annonce sur sa page Instagram que les ligues ont reçus les autorisations nécessaires à la fusion et que les plans pour une "saison combinée" débutant le 30 mars 2024 sont en train d'être finalisés.
La fusion est annoncée officiellement sur la chaîne Fox le 31 décembre 2023, les huit équipes composant la nouvelle ligue étant annoncées le lendemain, transformant les deux ligues en conférences distinctes.

## Identité visuelle

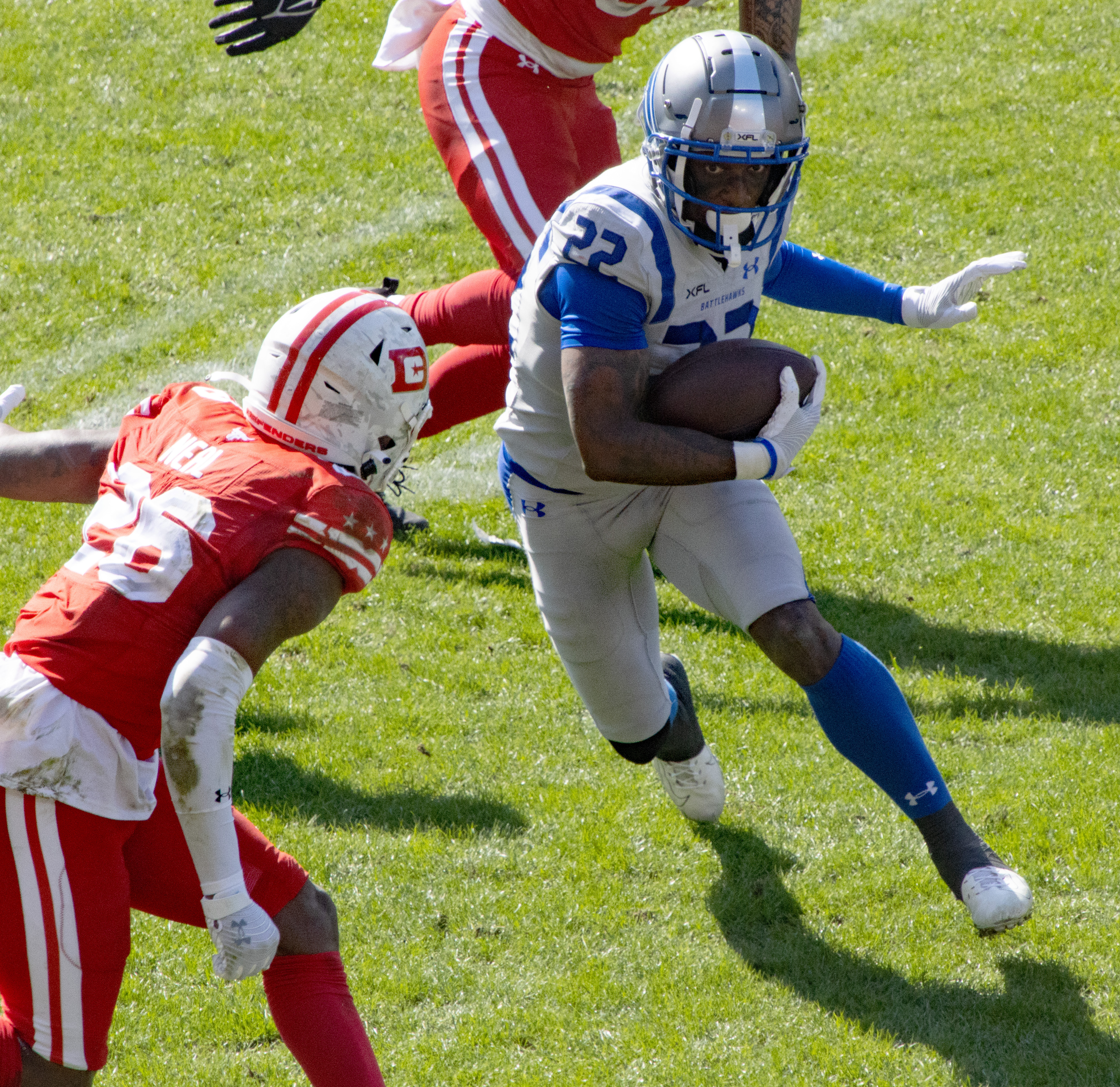
Course du RB Steven Mitchell (en) en 2023 contre DC Defenders.

## Palmarès
| Saison        | Ligue         | Entraîneur          | Saison régulière | Saison régulière | Saison régulière | Saison régulière | Saison régulière | Saison régulière | Saison régulière | Saison régulière                             | Phase finale                                                                                       |
| ------------- | ------------- | ------------------- | ---------------- | ---------------- | ---------------- | ---------------- | ---------------- | ---------------- | ---------------- | -------------------------------------------- | -------------------------------------------------------------------------------------------------- |
| Saison        | Ligue         | Entraîneur          | Nb               | V                | D                | N                | %                | +                | -                | Classement                                   | Phase finale                                                                                       |
| 2020          | XFL           | Jonathan Hayes (en) | 05               | 3                | 2                | 0                | 60,0             | 097              | 077              | 2e division Est                              | L'XLF met fin à la saison à la suite de la pandémie de Covid-19 après 5 matchs de saison régulière |
| 2023          | XFL           | Anthony Becht       | 10               | 7                | 3                | 0                | 70,0             | 249              | 202              | 2e division Nord                             | Non qualifié à la suite de critères de départage                                                   |
| 2024          | UFL           | Anthony Becht       | 10               | 7                | 3                | 0                | 70,0             | 260              | 202              | 1er conférence XLF                           | Défaite 25-15 en finale de conférence par les Brahmas de San Antonio                               |
| Totaux        | Totaux        | Totaux              | 25               | 17               | 8                | 0                | 68               | 606              | 481              | 0 titre, 1 match de phase finale (1 défaite) | 0 titre, 1 match de phase finale (1 défaite)                                                       |
| Totaux en UFL | Totaux en UFL | Totaux en UFL       | 10               | 7                | 3                | 0                | 70,0             | 260              | 202              | 0 titre, 1 match de phase finale (1 défaite) | 0 titre, 1 match de phase finale (1 défaite)                                                       |
| Totaux en XFL | Totaux en XFL | Totaux en XFL       | 15               | 10               | 5                | 0                | 66               | 346              | 279              | 0 titre, 0 match de phase finale             | 0 titre, 0 match de phase finale                                                                   |

## Records de franchise
| Statistique                                                 | Joueur                 | Record          | Saison    |
| ----------------------------------------------------------- | ---------------------- | --------------- | --------- |
| Yards gagnés à la passe                                     | A. J. McCarron         | 3 732 yards     | 2023-2024 |
| Touchdowns inscrits à la passe                              | A. J. McCarron         | 34              | 2023-2024 |
| Yards gagnés à la course                                    | Jacob Saylors          | 461 yards       | 2023-2024 |
| Touchdowns inscrits à la course                             | Jacob Saylors          | 5               | 2023-2024 |
| Yards gagnés en réceptions                                  | Hakeem Butler (en)     | 1 251 yards     | 2023-2024 |
| Touchdowns inscrits en réceptions                           | Hakeem Butler (en)     | 13              | 2023-2024 |
| Nombre de réceptions                                        | Hakeem Butler (en)     | 96              | 2023-2024 |
| Nombre d'interceptions                                      | Brandon Sebastian (en) | 4               | 2023-2024 |
| Nombre de plaquages                                         | Willie Harvey Jr. (en) | 112             | 2023-2024 |
| Nombre de sacks                                             | Travis Feeney (en)     | 10 sacks        | 2023-2024 |
| Bilan par entraîneur                                        | Anthony Becht          | 14/20 victoires | 2023-2024 |
| Note : Record au total des saisons jouées dans la franchise |                        |                 |           |